# Stari župni dvor u Svetoj Nedelji
Stari župni dvor u Svetoj Nedelji je građevina u gradu Sveta Nedelja, zaštićeno kulturno dobro.

## Opis dobra
Stari župni dvor smješten je u središtu naselja, nasuprot župne crkve. Sagrađen je krajem 18. stoljeća kao slobodnostojeća jednokatnica pravokutnog tlocrta. Prizemlje kuće građeno je kamenom lomljencem, dok je kat zidan opekom s pojačanjem drvenih greda. Prizemni dio glavnog pročelja otvoren je arkadom s tri segmentno zaključena luka. Tlocrtna dispozicija kata pokazuje karakterističnu trodijelnu podjelu prostora kojemu se pristupa drvenim natkritim ganjčecom što se pruža duž glavnoga i bočnih pročelja. Zgrada je vrijedan primjer barokne arhitekture s elementima ruralne arhitekture okolice Samobora.

## Zaštita
Pod oznakom Z-1455 zavedena je kao nepokretno kulturno dobro – pojedinačno, pravna statusa zaštićena kulturnog dobra, klasificirano kao "profana graditeljska baština".